# 鳳凰湖-錫達嶺 (加利福尼亞州)
鳳凰湖-錫達嶺（英語：Phoenix Lake-Cedar Ridge）是位於美國加利福尼亞州圖奧勒米縣的一個非建制地區。該地的面積和人口皆未知。

## 地理
鳳凰湖-錫達嶺的座標為38°01′10″N 120°17′52″W / 38.01944°N 120.29778°W，而該地的平均海拔高度為1150米（即3760英尺）。